# Nenávistný projev
Nenávistný projev, anglicky hate speech, je definován Cambridgeským slovníkem jako „veřejný projev, který vyjadřuje nenávist nebo podporuje násilí vůči osobě nebo skupině na základě rasy, náboženství, pohlaví nebo sexuální orientace“.

## Legislativa
Proběhlo mnoho debat o svobodě projevu, nenávistných projevech a obecných právních předpisech. Zákony některých zemí popisují nenávistné projevy jako projevy, gesta, chování nebo texty, které podněcují k násilí nebo předsudkům vůči skupině nebo jednotlivcům na základě jejich příslušnosti k určité skupině nebo je za to odsuzují či zastrašují.  V některých zemích není nenávistný projev právním pojmem. V jiných zemích, včetně Spojených států amerických, je to, co spadá do kategorie „nenávistných projevů“, chráněno ústavou. V České republice jde o § 356 trestního zákoníku – Podněcování k nenávisti vůči skupině osob nebo k omezování jejich práv a svobod (Předsudečné násilí).

## Druhy nenávistných projevů

### Nenávistný projev v soukromí
V soukromých rozhovorech si lidé často vyměňují nenávistné poznámky vůči jednotlivcům nebo skupinám lidí. Taková soukromá sdělení se obvykle nepovažují za nenávistné projevy. Odborníci se domnívají, že lidé by měli být schopní kontrolovat svůj projev i v soukromí, pro případ, že by se některý z jejich výroků dostal na veřejnost.

### Nenávistný projev na veřejnosti
Veřejné nenávistné projevy jsou považovány za trestný čin. Lidé za něj mohou být stíháni odnětím svobody, pokutou nebo veřejně prospěšnými pracemi. Příklady takových nenávistných projevů jsou: oslava válečných zločinů, rasová nebo náboženská nenávist.
Za veřejný projev se považují i online projevy na sociálních sítích, jako je Twitter, Instagram, Facebook nebo Snapchat. Provozovatelé jsou povinni mazat nenávistné projevy na svých platformách. Přesto se nenávistné projevy na internetu rychle šíří. Uživatelé, kteří tyto příspěvky vytvářejí nebo sdílejí, zůstávají díky anonymitě často bez trestu.

#### Rasismus
Jedním z hlavních projevů nenávisti je rasismus. Vzhledem k jejímu rozšíření jenom na sociálních sítích není těžké jej identifikovat. Ne vždy je tak zřejmý. Může se skrývat v memech s nenávistným podtextem, emoji smajlících, které většina lidí používá denně, nebo ve velmi populárních animovaných obrázcích - GIFech. Takto maskované nenávistné projevy mohou vypadat jako nevinná zábava, a proto nemusí být snadné je rozpoznat. Platformy jako Facebook a Twitter jsou za tyto problémy ostře kritizovány. Poskytují svým uživatelům příliš velkou anonymitu, která je zneužívána.

#### Detekování nenávistného projevu na sociálních sítích
K prevenci a odhalování nenávistných projevů na internetu a sociálních sítích využívají odborníci různý software a umělou inteligenci. Tento způsob není vždy spolehlivý, neboť tyto programy fungují na základě četnosti vulgárních a společensky nepřijatelných výrazů. Některé články nebo texty mohou obsahovat mnoho vulgarismů a nevhodných výrazů, ale nepropagují nenávist, a tedy nejsou považovány za nenávistný projev. Na druhou stranu články a texty, které již mohou být považovány za nenávistné projevy, nemusí obsahovat vulgarismy a nevhodné výrazy, a proto je program nezachytí.

## Statistika

### Celosvětové množství nenávistných projevů na Instagramu v letech 2020 až 2021
Množství nenávistného projevu na Instagramu dosáhlo celosvětového vrcholu ve druhém čtvrtletí roku 2021, kdy bylo zveřejněno až 9,8 milionu příspěvků obsahujících nenávistný projev v jakékoli podobě. Vzestupný trend tohoto typu příspěvků na Instagramu začal ve čtvrtém čtvrtletí roku 2019, kdy počet příspěvků dosáhl 0,65 milionu. Za necelé dva roky se tedy zvýšil přibližně patnáctkrát.

### Rozdělení nenávistného projevu na internetu ve Spojených státech amerických a Spojeném království podle typu

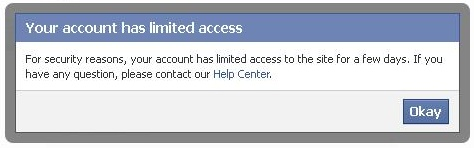
Oznámení uživateli Facebooku, že byl jeho účet suspendován za porušení pravidel komunity.

Tyto údaje byly získány z fór (internetových diskusí), blogů a několika blíže nespecifikovaných sociálních médií. Vzorek tvoří 263 000 000 zmínek nenávistných projevů na internetu. V letech 2019 až 2021 představovaly násilné hrozby celosvětově 30,8 %. Urážky a předsudky tvořily 61,6 % výskytu. Nenávistné obrázky dosáhly téměř 8 %.Konkrétně ve Spojených státech amerických byl výskyt následující: výhrůžky 31,3 %, urážky 60,6 % a obrázky 8,1 %. Ve Spojeném království tvořily výhrůžky 27,2 %, urážky až 68,6 % a škodlivé obrázky 4,2 %.

### Množství obsahu odstraněného společností Facebook od 4. čtvrtletí 2017 do 2. čtvrtletí 2022
V posledním čtvrtletí roku 2017 činil počet odstraněných příspěvků přibližně 1,6 milionu. Toto číslo se postupně zvyšovalo každé čtvrtletí a v prvním čtvrtletí roku 2020 bylo odstraněno 9,6 milionu nenávistných příspěvků. V následujícím čtvrtletí se tento počet více než zdvojnásobil na 22,5 milionu článků. Tento počet nadále rostl a ve druhém čtvrtletí roku 2021 dosáhl nejvyšší hodnoty 31,5 milionu. To je téměř dvacetinásobek původní částky. Díky různým opatřením se množství nenávistných příspěvků na Facebooku snižuje a ve druhém čtvrtletí roku 2022 bylo odstraněno 13,5 milionu příspěvků.

## Názory odborníků
Několik aktivistů a vědců kritizovalo praxi omezování nenávistných projevů. Kim Holmes, viceprezident konzervativní Heritage Foundation a kritik teorie nenávistných projevů, tvrdí, že hate speech „předpokládá zlou vůli lidí bez ohledu na jejich deklarované úmysly“ a že „stírá etickou odpovědnost jednotlivce“. Rebecca Ruth Gould, profesorka islámské literatury na Birminghamské univerzitě, tvrdí, že zákony proti nenávistným projevům představují názorovou diskriminaci.John Bennett tvrdí, že omezování nenávistných projevů se opírá o pochybné koncepční a empirické základy a připomíná snahy totalitních režimů o kontrolu myšlení svých občanů.
Michael Conklin tvrdí, že nenávistné projevy mají i pozitivní přínosy, které jsou často přehlíženy. Tvrdí, že povolení nenávistných projevů poskytuje přesnější pohled na lidský stav, poskytuje příležitost změnit myšlení lidí a identifikuje určité osoby, kterým je třeba se za určitých okolností vyhnout.
Politický filosof Jeffrey W. Howard považuje oblíbené zarámování nenávistných projevů jako „svoboda projevu vs. jiné politické hodnoty“ za chybnou charakteristiku. Má za to, že jádrem debaty by mělo být to, zda svoboda projevu zahrnuje i nenávistné projevy, či nikoliv.
Podle jedné psychologické studie je vysoký stupeň psychopatie „významným prediktorem“ pro zapojení do nenávistných aktivit na internetu.

## Situace v Česku
Nenávistnému projevu se v Česku věnuje kancelář ombudsmana. Intenzivně tuto problematiku řeší už od roku 2016. Vymezuje, čím se jako veřejná instituce může a čím nemůže zabývat, a popisuje postup, který může občan uplatnit při podezření nebo zjištění nenávistného projevu na internetu i ve veřejném prostoru.
V roku 2019 provedla bývalá ombudsmanka Anna Šabatová výzkum vnitrostátní trestní judikatury v této oblasti. Byly osloveny okresní soudy a vykázaly celkem 47 rozhodnutí týkajících se nenávistných projevů na internetu v letech 2016 až 2019. Přestupky posuzované soudy byly téměř vždy spáchány muži, a to až v 94 % případů. Tyto osoby většinou neuvedly příslušnost k menšině (94 %), ani nebyly trestně stíhány (91 %). Většina incidentů, které se dostaly před soud, se odehrála na Facebooku (83 %). Pachatelé byli téměř vždy shledáni vinnými. Odsouzení bylo dosaženo v 91 % případů. Nejčastějším trestem byl podmíněný trest odnětí svobody - v průměru 10 měsíců se zkušební dobou, následovaný pokutou, která průměrně dosahovala až 15 800 Kč. Soudy také ukládaly veřejně prospěšné práce nebo konfiskaci majetku. Nejčastějším trestným činem bylo podněcování k nenávisti vůči skupině osob nebo k omezování jejich práv a svobod - soudy takto kvalifikovaly trestné činy v téměř polovině analyzovaných rozhodnutí (49 %). 
Ombudsmanka v lednu 2020 vydala doporučení adresována Ministerstvu vnitra, Ministerstvu spravedlnosti, Nejvyššímu státnímu zastupitelství, Ministerstvu školství, mládeže a tělovýchovy, Policejnímu prezidiu České republiky, Nejvyššímu soudu, Unii státních zástupců, Soudcovské unii, Justiční akademii, Institutu pro kriminologii a sociální prevenci, Grantové agentuře České republiky a Technologické agentuře České republiky. Jedná se o opatření, která by měla předcházet nenávistným projevům či alespoň zmírňovat jejich dopady. Doporučení zahrnují sjednocení databáze trestných činů, analýzu související judikatury, ochranu zranitelných skupin, vzdělávací kampaň o nenávistných projevech online pro žáky základních a středních škol, vzdělávání orgánů činných v trestním řízení, podporu nástrojů pro vyhledávání nenávistných projevů nebo propagaci online formuláře pro podávání trestních oznámení na Portálu občana.